# Seba Dalkai
Seba Dalkai es un lugar designado por el censo ubicado en el condado de Navajo en el estado estadounidense de Arizona. En el Censo de 2010 tenía una población de 136 habitantes y una densidad poblacional de 3,47 personas por km².

## Geografía
Seba Dalkai se encuentra ubicado en las coordenadas 35°28′46″N 110°27′4″O / 35.47944, -110.45111. Según la Oficina del Censo de los Estados Unidos, Seba Dalkai tiene una superficie total de 39.2 km², de la cual 39.19 km² corresponden a tierra firme y (0.01%) 0.01 km² es agua.

## Demografía
Según el censo de 2010, había 136 personas residiendo en Seba Dalkai. La densidad de población era de 3,47 hab./km². De los 136 habitantes, Seba Dalkai estaba compuesto por el 6.62% blancos, el 0% eran afroamericanos, el 93.38% eran amerindios, el 0% eran asiáticos, el 0% eran isleños del Pacífico, el 0% eran de otras razas y el 0% pertenecían a dos o más razas. Del total de la población el 3.68% eran hispanos o latinos de cualquier raza.